# FC Vorskla Poltava
FC Vorskla Poltava (en ucraniano: ФК "Ворскла" Полта́ва) es un club de fútbol de Ucrania, con sede en Poltava, que actualmente compite en la Primera Liga de Ucrania.

## Historia
El  Vorskla, se fundó en 1955, pero bajo otro nombre, Kolkhospnyk. En 1984, el equipo fue renombrado a Vorskla por el río Vorskla, que pasa por Poltava. El equipo debutó en la Liga Premier de Ucrania en la temporada 1996-97, en la que alcanzó el tercer lugar, siendo hasta la fecha el mayor logro en la historia del equipo. El Vorskla ha permanecido en la Premier League de Ucrania desde entonces, además en dos ocasiones participó en la desaparecida Copa de la UEFA.

## Estadio
Juega como local en el Butovsky Memorial Vorskla Stadium que lleva el nombre de uno de los fundadores de los modernos Juegos Olímpicos y del Comité Olímpico Internacional en 1894. Oleksiy Dmytrovych, quien también fue un teniente general del ejército ruso y maestro. Escribió varios libros sobre el entrenamiento físico en diversas condiciones.

## Palmarés

### Torneos nacionales
- Persha Liha (1): 1995/96
- Copa de Ucrania (1): 2008/09
- Copa Soviética de Ucrania (1): 1956

## Participación en competiciones de la UEFA
| Temporada | Torneo                   | Ronda              | Club             | Casa       | Visita | Global      |
| --------- | ------------------------ | ------------------ | ---------------- | ---------- | ------ | ----------- |
| 1997–98   | UEFA Cup                 | 1ª Clasificatoria  | FK Daugava Riga  | 2–1        | 3–1    | 5–2         |
| 1997–98   | UEFA Cup                 | 2.ª Clasificatoria | Anderlecht       | 0–2        | 0–2    | 0–4         |
| 2000–01   | UEFA Cup                 | 1.ª Clasificatoria | FK Rabotnički    | 2–0        | 2–0    | 4–0         |
| 2000–01   | UEFA Cup                 | 1                  | Boavista         | 1–2        | 1–2    | 2–4         |
| 2009–10   | UEFA Europa League       | Playoff            | Benfica          | 2–1        | 0–4    | 2–5         |
| 2011–12   | UEFA Europa League       | 2.ª Clasificatoria | Glentoran FC     | 3–0        | 2–0    | 5–0         |
| 2011–12   | UEFA Europa League       | 3.ª Clasificatoria | Sligo Rovers FC  | 0–0        | 2–0    | 2–0         |
| 2011–12   | UEFA Europa League       | Playoff            | Dinamo Bucureşti | 2–1        | 3–2    | 5–3         |
| 2011–12   | UEFA Europa League       | Grupo B            | Hannover 96      | 1–2        | 1–3    | 4º Lugar    |
| 2011–12   | UEFA Europa League       | Grupo B            | Standard Lieja   | 1–3        | 0–0    | 4º Lugar    |
| 2011–12   | UEFA Europa League       | Grupo B            | Copenhague       | 1–1        | 0–1    | 4º Lugar    |
| 2015–16   | UEFA Europa League       | 3ª Clasificatoria  | Žilina           | 3–1 (t.e.) | 0–2    | 3–3 (a)     |
| 2016–17   | UEFA Europa League       | 3.ª Clasificatoria | Lokomotiva       | 2–3        | 0–0    | 2–3         |
| 2018-19   | UEFA Europa League       | Grupo E            | Arsenal FC       | 2-4        | 0-3    | 3º Lugar    |
| 2018-19   | UEFA Europa League       | Grupo E            | Sporting Lisboa  | 1–2        | 0-3    | 3º Lugar    |
| 2018-19   | UEFA Europa League       | Grupo E            | Qarabağ FK       | 1–0        | 0–1    | 3º Lugar    |
| 2021–22   | Europa Conference League | 2ª Clasificatoria  | KuPS             | 2–3        | 2–2    | 4–5 (t. s.) |
| 2022–23   | Europa Conference League | 2.ª Clasificatoria | AIK              | 3-2        | 0–2    | 3-4 (t. s.) |
| 2023-24   | Europa Conference League | 2.ª Clasificatoria | Dila Gori        | 2-1        | 1-3    | 3-4         |